# 哈默巴赫河 (施特羅根河支流)
48°16′22″N 11°58′19″E / 48.27278°N 11.97194°E
哈默巴赫河是德國的河流，位於該國東南部，由巴伐利亞負責管轄，屬於施特羅根河的右支流，河道全長10.3公里，流域面積15.4平方公里，發源自布赫賴恩地區布赫，河口處在瓦爾珀茨基興。